# Anu Tali
Anu Tali (Tallinn, 18. lipnja 1972.) estonska je dirigentica.

## Život i karijera
Tali je rođena u Tallinnu. Njezina majka Anne Tali je istaknuta matematičarka. Njezina sestra blizanka Kadri Tali također je dirigentica i ravnateljica Estonskog nacionalnog simfonijskog orkestra.
Glazbeno obrazovanje započela je kao pijanistica, a diplomirala je na Visokoj glazbenoj školi u Tallinnu 1991. godine. Nastavila je studij na Estonskoj glazbenoj akademiji kao dirigent kod Kuna Areng, Toomasa Kaptena i Romana Matsova. Od 1998. do 2000. studirala je na Državnom konzervatoriju u St. Petersburgu kod Ilijee Musina, a kasnije kod Leonida Korčmara. Počela je dirigirati studije 1995. kod Jorme Panule na Akademiji Sibelius u Helsinkiju.
Godine 1997. Tali i njezina sestra blizanka Kadri Tali osnovale su Estonsko-finski simfonijski orkestar.Anu Tali je bila dirigent orkestra, a Kadri Tali njegov menadžer. Orkestar je kasnije preuzeo naziv Nordijski simfonijski orkestar. Tali i Nordijski simfonijski orkestar debitirali su 2002. s "Swan Flight", za Finlandia/Warner Classics, koja je sadržavala dvije svjetske premijere, orkestralne suite Ocean i Swan Flight Velja Tormisa. Ova joj je snimka donijela nagradu za mladog umjetnika godine na dodjeli Echo Klassic Awards 2003. u Njemačkoj. Njihova druga snimka bila je Action Passion Illusion, također na Warner Classicsu.
U Sjevernoj Americi Tali je debitirala kao dirigentica u SAD-u sa Simfonijskim orkestrom New Jerseyja u siječnju 2005. U travnju 2007. Tali je imenovana glazbenom direktoricom Manitoba Chamber Orkestra. Međutim, nisu se mogli dogovoriti oko uvjeta ugovora.
U ljeto 2006. Tali je debitirala na Opernom festivalu u Savonlinni i Salzburškom festivalu. Njezin rad u suvremenoj glazbi uključuje dirigiranje američke premijere Heinera Goebbelsa Songs of Wars I Have Seen.
Tali je prvi put gostovala kao dirigent s Orkestrom Sarasota u veljači 2011. U lipnju 2013. Orkestar Sarasota imenovao je Tali za svog sljedećeg glazbenog direktora. U listopadu 2017. orkestar je objavio da će se Tali 2019. povući s dužnosti ravnatelja orkestra
Udana je i ima dijete.
Njezine nagrade i počasti uključuju Kulturnu nagradu Estonije 2003. i Predsjedničku nagradu Estonije 2004. Tali je također snimala estonsku glazbu s Frankfurt RSO. Godine 2021. Anu Tali je dirigrala svjetskom praizvedbom koncerta za violončelo Karole Obermüller Phosphor.